# Чиндаров, Александр Алексеевич
Александр Алексеевич Чинда́ров (род. 14 сентября 1948 года, Буинск) — советский и российский военачальник, генерал-полковник, один из трёх ключевых руководителей военной миротворческой операции в зоне грузино-абхазского конфликта 1992—1993 годов. Заместитель, первый заместитель командующего Воздушно-десантными войсками в 1991—1997 годах. Заместитель председателя Союза десантников России.
Принимал участие в Афганской войне, локализации вооруженных конфликтов в Нагорном Карабахе, Грузии (Южной Осетии[уточнить] и Абхазии), Чечне, а также во вводе российского миротворческого контингента в Югославию.

Генерал-полковник в отставке. Награждён шестью боевыми орденами и двадцатью медалями.

## Биография
Родился 14 сентября 1948 года в городе Буинске Татарской АССР.
В Советской Армии с 1967 года. Выпускник Рязанского высшего воздушно-десантного командного училища 1971 года. С 1971 года начальник связи батальона, командовал гранатометным взводом 80-го парашютно-десантного полка. С 1973 по 1975 год — командир 3-й роты 80-го парашютно-десантного полка. С 1975 по 1976 год — начальник штаба, заместитель командира парашютно-десантного батальона. С 1976 по 1977 год — заместитель начальника штаба 80-го парашютно-десантного полка. С 1977 по 1980 год — слушатель Военной академии им. М. В. Фрунзе. В 1980 году направлен в Демократическую Республику Афганистан. В должности начальника штаба прославленного 350-го гвардейского парашютно-десантного полка принимал участие в боевых действиях в составе ограниченного контингента советских войск в Афганистане. За доблесть и умелое командование десантниками в Афганистане был награждён орденом Красной Звезды.
После возвращения в Советский Союз (с января по июль 1982 года) начальник штаба — заместитель командира, с июля 1982 года командир 226-го учебного парашютно-десантного полка.С 1984 по 1985 год -заместитель командира  106-й гвардейской воздушно-десантной дивизий. С 1985 по 1989 год — заместитель командира, командир 98-й воздушно-десантной дивизии. С 1989 по 1991 год — слушатель Военной академии Генерального штаба ВС СССР им. К. Е. Ворошилова. С 1991 по 1993 год — заместитель командующего ВДВ.
В период грузино-абхазского конфликта 1992—1993 посменно с двумя другими заместителями командующего ВДВ Алексеем Сигуткиным и Виктором Сорокиным командовал российской военной миротворческой группировкой в Абхазии.
Как отмечает в своих воспоминаниях А. Б. Смирнов, «… генерал-полковник Чиндаров добивался остановки кровавого конфликта и возвращения российской собственности. Только его твёрдые и жёсткие действия способствовали сдерживанию и обузданию грузинских формирований. И они за голову генерала Чиндарова назначали вознаграждение…».

Ещё один назначенец — человек в армии легендарный. Ставший первым заместителем командующего ВДВ генерал Александр Чиндаров прошёл Афганистан, осетино-ингушский и грузино-абхазский конфликты, дивизия под его командованием первой прибыла в 1988 году в зону землетрясения в Армении. Правда, его действия в Чечне (сначала он осуществлял руководство десантниками, потом возглавил одно из направлений при взятии Грозного), по слухам, вызвали некоторые нарекания командования. Но несмотря на это Чиндаров, безусловно, один из наиболее уважаемых десантников. — Павел Грачев укрепляет тылы
С 1993 по 1995 год — заместитель командующего ВДВ по чрезвычайным ситуациям, выводу и размещению войск. На первом этапе Первой чеченской войны командовал одной из трёх группировок Объединённой группировки федеральных войск, созданной в Северной Осетии. Под его командованием находились 11 батальонов — 3915 человек, 34 танка, 98 БМП, 67 БТР, 62 орудия, 14 вертолётов. После ввода в Чечню его группа была блокирована местными жителями и попала под обстрел близ села Барсуки, однако в итоге с боями всё же прорвалась к Грозному и к 20 декабря блокировала город с запада.
С 1995 по 1997 год — первый заместитель командующего ВДВ. В 1997 году уволен в запас с формулировкой «по сокращению штатов». Формальной причиной было упразднение должностей первых заместителей в войсках. По мнению газеты «Коммерсантъ», настоящей причиной увольнения стало нежелание десантников переподчиняться Сухопутным войскам и проводить резкие сокращения, против чего Чиндаров неоднократно возражал в Кремле.

 «Заговор генералов» — так в 1997 году СМИ окрестили публичное несогласие ряда военачальников ВДВ с планом реформирования, а точнее, сокращения воздушно-десантных войск. Сначала в отставку были отправлены, согласно директиве начальника ГШ Анатолия Квашнина «в связи с сокращением должностей», заместители командующего ВДВ генералы Александр Чиндаров и Виктор Сорокин, а чуть позже был уволен «по возрасту» и Валерий Беляев. Время, кстати, показало правоту этих генералов: спустя три года после их увольнения численность ВДВ, потерявших за это время более 12 тысяч сокращённых «голубых беретов», вновь начала увеличиваться.— 
После отставки избран заместителем председателя Союза десантников России.

## Награды
- Орден Мужества;
- Орден «За личное мужество»;
- Орден Красной Звезды;
- Орден «За службу Родине в Вооружённых Силах СССР» III-й степени;
- Звание «Герой Абхазии»[13][14];
- Медали.

## Видеоматериалы
- Генерал-полковник Чиндаров А. А. Для ветеранов Полтинника!!!
- А. А. Чиндаров почетный гость у абхазцев
- Командующий ВДВ Ачалов Владислав Алексеевич!!!